# Photinia lasiopetala
Photinia lasiopetala là một loài thực vật có hoa thuộc họ Rosaceae. Đây là loài đặc hữu của Đài Loan. Chúng hiện đang bị đe dọa vì mất môi trường sống.